# Mysteria
Mysteria é um gênero de coleópteros da tribo Mysteriini (Anoplodermatinae). Na qual compreende cinco espécies, distribuídas pela Argentina, Brasil, Paraguai e Uruguai.

## Espécies
- Mysteria cylindripennis (Thomson, 1860)
- Mysteria darwini (Lameere, 1902)
- Mysteria lacordairei (Lameere, 1902)
- Mysteria minuta (Dias, 1988)
- Mysteria seabrai (Dias, 1988)